# Pallavolo ai Giochi della XXXII Olimpiade - Qualificazioni al torneo maschile (AVC)
Le qualificazioni asiatiche e oceaniane al torneo maschile di pallavolo ai Giochi della XXXII Olimpiade si sono svolte dal 7 al 12 gennaio 2020 a Jiangmen, in Cina: al torneo hanno partecipato otto squadre nazionali asiatiche e oceaniane e una si è qualificata per i Giochi della XXXII Olimpiade.

## Impianti
|                                                                           |  |  |
|                                                                           |  |  |
| Jiangmen Sports Center Città: Jiangmen Capienza: 8 500 Anno d'apertura: - |  |  |

## Regolamento

### Formula
Le squadre hanno disputato una prima fase con formula del girone all'italiana; al termine della prima fase le prime due classificate di ogni girone hanno acceduto alla fase finale per il primo posto, strutturato in semifinali e finale: la squadra vincitrice si è qualificata per i Giochi della XXXII Olimpiade.

### Criteri di classifica
Se il risultato finale è stato di 3-0 o 3-1 sono stati assegnati 3 punti alla squadra vincente e 0 a quella sconfitta, se il risultato finale è stato di 3-2 sono stati assegnati 2 punti alla squadra vincente e 1 a quella sconfitta.
L'ordine del posizionamento in classifica è stato definito in base a:
- Numero di partite vinte;
- Punti;
- Ratio dei set vinti/persi;
- Ratio dei punti realizzati/subiti;
- Risultati degli scontri diretti.

## Squadre partecipanti
| Squadra       | Qualificazione                              |
| ------------- | ------------------------------------------- |
| Australia     | 2ª al campionato asiatico e oceaniano 2019  |
| Cina          | 6ª al campionato asiatico e oceaniano 2019  |
| Corea del Sud | 5ª al campionato asiatico e oceaniano 2019  |
| India         | 8ª al campionato asiatico e oceaniano 2019  |
| Iran          | 1ª al campionato asiatico e oceaniano 2019  |
| Kazakistan    | 10ª al campionato asiatico e oceaniano 2019 |
| Pakistan      | 7ª al campionato asiatico e oceaniano 2019  |
| Qatar         | 9ª al campionato asiatico e oceaniano 2019  |
| Taipei cinese | 5ª al campionato asiatico e oceaniano 2019  |

## Torneo

### Fase a gironi
| Girone A      | Girone B      |
| ------------- | ------------- |
| Cina          | Australia     |
| Iran          | Corea del Sud |
| Kazakistan    | India         |
| Taipei cinese | Qatar         |

#### Girone A

##### Risultati
| 7 gennaio 2020 Jiangmen Sports Center, Jiangmen Durata: 1h:09 - Spettatori: 100   | Taipei cinese | 0 - 3 | Iran          | 16-25, 17-25, 14-25              |
| 7 gennaio 2020 Jiangmen Sports Center, Jiangmen Durata: 1h:31 - Spettatori: 3 170 | Cina          | 3 - 0 | Kazakistan    | 25-19, 25-14, 25-18              |
| 8 gennaio 2020 Jiangmen Sports Center, Jiangmen Durata: 1h:20 - Spettatori: 300   | Kazakistan    | 0 - 3 | Iran          | 26-28, 16-25, 18-25              |
| 8 gennaio 2020 Jiangmen Sports Center, Jiangmen Durata: 2h:07 - Spettatori: 3 200 | Cina          | 3 - 2 | Taipei cinese | 15-25, 25-16, 23-25, 25-22, 15-9 |
| 9 gennaio 2020 Jiangmen Sports Center, Jiangmen Durata: 1h:41 - Spettatori: 100   | Taipei cinese | 3 - 1 | Kazakistan    | 19-25, 25-11, 25-18, 25-21       |
| 9 gennaio 2020 Jiangmen Sports Center, Jiangmen Durata: 1h:23 - Spettatori: 3 350 | Iran          | 3 - 0 | Cina          | 25-22, 25-20, 25-21              |

##### Classifica
| Pos | Squadra       | Pt | G | V | P | SV | SP | Ratio | PF  | PS  | Ratio |
| --- | ------------- | -- | - | - | - | -- | -- | ----- | --- | --- | ----- |
| 1.  | Iran          | 9  | 3 | 3 | 0 | 9  | 0  | MAX   | 228 | 170 | 1,341 |
| 2.  | Cina          | 5  | 3 | 2 | 1 | 6  | 5  | 1,200 | 241 | 223 | 1,080 |
| 3.  | Taipei cinese | 4  | 3 | 1 | 2 | 5  | 7  | 0,714 | 238 | 253 | 0,940 |
| 4.  | Kazakistan    | 0  | 3 | 0 | 3 | 1  | 9  | 0,111 | 186 | 247 | 0,753 |

#### Girone B

##### Risultati
| 7 gennaio 2020 Jiangmen Sports Center, Jiangmen Durata: 1h:24 - Spettatori: 100 | Qatar         | 3 - 0 | India         | 25-22, 25-20, 25-23               |
| 7 gennaio 2020 Jiangmen Sports Center, Jiangmen Durata: 2h:35 - Spettatori: 200 | Australia     | 3 - 2 | Corea del Sud | 23-25, 25-23, 26-24, 20-25, 19-17 |
| 8 gennaio 2020 Jiangmen Sports Center, Jiangmen Durata: 1h:22 - Spettatori: 100 | Australia     | 0 - 3 | Qatar         | 15-25, 21-25, 23-25               |
| 8 gennaio 2020 Jiangmen Sports Center, Jiangmen Durata: 1h:21 - Spettatori: 300 | Corea del Sud | 3 - 0 | India         | 25-19, 25-20, 25-23               |
| 9 gennaio 2020 Jiangmen Sports Center, Jiangmen Durata: 1h:49 - Spettatori: 100 | India         | 1 - 3 | Australia     | 27-25, 21-25, 21-25, 22-25        |
| 9 gennaio 2020 Jiangmen Sports Center, Jiangmen Durata: 2h:21 - Spettatori: 350 | Qatar         | 2 - 3 | Corea del Sud | 18-25, 26-28, 25-22, 25-20, 13-15 |

##### Classifica
| Pos | Squadra       | Pt | G | V | P | SV | SP | Ratio | PF  | PS  | Ratio |
| --- | ------------- | -- | - | - | - | -- | -- | ----- | --- | --- | ----- |
| 1.  | Qatar         | 7  | 3 | 2 | 1 | 8  | 3  | 2,666 | 257 | 234 | 1,098 |
| 2.  | Corea del Sud | 6  | 3 | 2 | 1 | 8  | 5  | 1,600 | 299 | 282 | 1,060 |
| 3.  | Australia     | 5  | 3 | 2 | 1 | 6  | 6  | 1,000 | 272 | 280 | 0,971 |
| 4.  | India         | 0  | 3 | 0 | 3 | 1  | 9  | 0,111 | 218 | 250 | 0,872 |

### Fase finale
|  | Semifinali | Semifinali    | Semifinali |  |    | Finale | Finale | Finale |
|  |            |               |            |  |    |        |        |        |
|  | 1B         | Qatar         | 1          |  |    |        |        |        |
|  | 1B         | Qatar         | 1          |  |    |        |        |        |
|  | 2A         | Cina          | 3          |  |    |        |        |        |
|  | 2A         | Cina          | 3          |  | 2A | Cina   | 0      |        |
|  |            |               |            |  | 2A | Cina   | 0      |        |
|  |            |               |            |  |    | 1A     | Iran   | 3      |
|  | 1A         | Iran          | 3          |  |    | 1A     | Iran   | 3      |
|  | 1A         | Iran          | 3          |  |    |        |        |        |
|  | 2B         | Corea del Sud | 2          |  |    |        |        |        |
|  | 2B         | Corea del Sud | 2          |  |    |        |        |        |

#### Semifinali
| 11 gennaio 2020 Jiangmen Sports Center, Jiangmen Durata: 2h:24 - Spettatori: 520   | Iran  | 3 - 2 | Corea del Sud | 22-25, 25-21, 25-18, 22-25, 15-13 |
| 11 gennaio 2020 Jiangmen Sports Center, Jiangmen Durata: 1h:50 - Spettatori: 2 640 | Qatar | 1 - 3 | Cina          | 22-25, 18-25, 25-23, 20-25        |

#### Finale
| 12 gennaio 2020 Jiangmen Sports Center, Jiangmen Durata: 1h:15 - Spettatori: 3 240 | Cina | 0 - 3 | Iran | 14-25, 22-25, 14-25 |

## Classifica finale
| Pos           | Squadra       | Qualificazione               |
| ------------- | ------------- | ---------------------------- |
|               | Iran          | Giochi della XXXII Olimpiade |
|               | Cina          |                              |
|               | Qatar         |                              |
| Corea del Sud |               |                              |
| 5             | Australia     |                              |
| 5             | Taipei cinese |                              |
| 7             | India         |                              |
| 7             | Kazakistan    |                              |